# Bitwa pod Jazłowcem (1684)

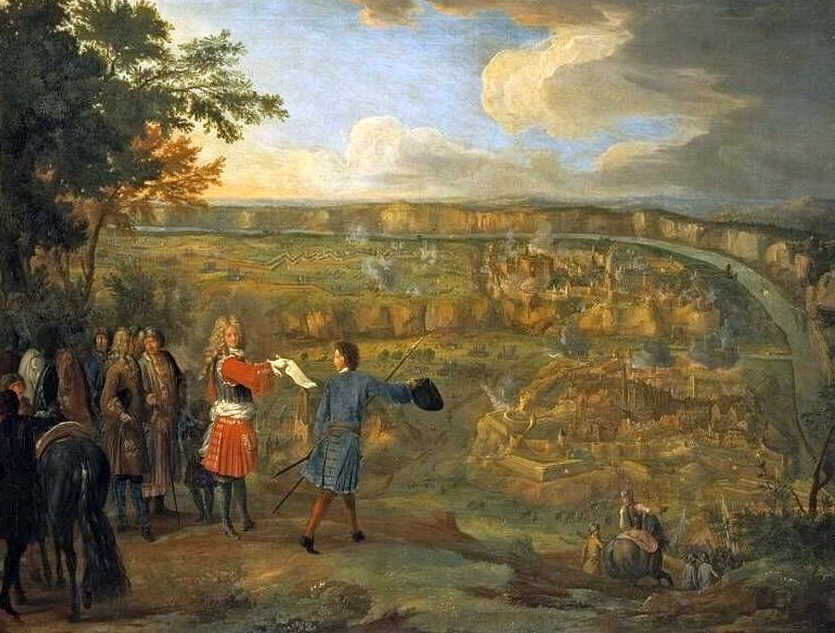
Pierre-Denis Martin Jan III Sobieski przy Bitwie pod Jazłowcem, 1684, Schleissheim, Bawaria

Bitwa pod Jazłowcem (23-24 sierpnia 1684) – dwudniowe oblężenie zamku w Jazłowcu zajętego przez wojska tureckie, przeprowadzone przez wojska polskie pod dowództwem króla Jana III Sobieskiego podczas wyprawy mołdawskiej, będącej częścią dłuższego konfliktu określanego w historiografii jako wojna polsko-turecka (1683–1699).

## Przyczyny wyprawy mołdawskiej 1684
Koncepcja wyprawy mołdawskiej powstała w kręgach królewskich doradców na wiosnę 1684 roku jako odpowiedź na cesarską propozycję koncentracji wojsk Ligi Świętej na Węgrzech i atakowania stamtąd kolejnych tureckich twierdz. Temu pomysłowi Sobieski przeciwstawił plan ataku na Mołdawię, a następnie posuwania się doliną Prutu w kierunku ujścia Dunaju, w celu zajęcia twierdz czarnomorskich – Kilii i Białogrodu. W efekcie miano odciąć od głównych ziem Imperium Osmańskiego wspierający je Chanat Krymski wraz z obsadzonymi przez turecki garnizon twierdzami na Ukrainie i Podolu. Dzięki realizacji tego planu możliwa byłaby rezygnacja ze zdobywania największych twierdz zajętych przez wojska sułtana, a zwłaszcza Kamieńca Podolskiego.
Działania Sobieskiego były motywowane również względami dynastycznymi – władca dążył do zapewnienia swojemu synowi Jakubowi następstwa na tronie polskim i umocnienia pozycji Sobieskich jako dynastii środkowoeuropejskiej. Realizacji tych celów miałoby sprzyjać osadzenie Jakuba na hospodarstwie mołdawskim i ściślejsze zjednoczenie tych ziem z Polską. Z kolei uwolnienie Tatarów krymskich od podporządkowania Turcji mogłoby wytworzyć zupełnie inny układ sił na południowo-wschodnich granicach Rzeczypospolitej.

## Przebieg wyprawy i zdobycie zamku w Jazłowcu
Grunt pod wyprawę z 1684 roku przygotowała ekspedycja hetmana kozackiego z ramienia Rzeczypospolitej Stefana Kunickiego z jesieni 1683 roku, który zajął Niemirów, pokonał ordę budziacką i białogrodzką pod Kickanami oraz zdobył Kilię i Izmaił. Jednakże jego zdobycze nie były trwałe, gdyż już w końcu grudnia 1683 jego oddziały zostały rozproszone przez chana krymskiego Hadżę Gireja wspartego przez wojska tureckie.
Działania zbrojne głównych wojsk polskich zostały poprzedzone długimi przygotowaniami i koncentracją armii przez hetmanów koronnych Stanisława Jabłonowskiego i Andrzeja Potockiego oraz hetmana wielkiego litewskiego Kaziemierza Jana Sapiehę. W połowie sierpnia 1684 armia Rzeczypospolitej licząca od 17 do 20 tysięcy żołnierzy, wraz z 50-60 działami, rozpoczęła marsz w kierunku Buczacza i Jazłowca. 24 sierpnia wojskom Sobieskiego udało się zająć zamek w Jazłowcu. Według części źródeł, oblężenie trwało dwa dni, jednakże inne podają, że zamek został zdobyty zaskakująco małym wysiłkiem. Według jednego z nich, załoga turecka po krótkim starciu z wojskami polskimi uciekła z zamku na wieść o zbliżaniu się Jana Sobieskiego – ,,Wielkiego króla i pogromcy''. Takiej wersji zdarzeń zdaje się odpowiadać również pamiętnik autorstwa polskiego władcy pt. Diskurs wojenny o przeszłey i przyszłey kampanii (r. 1684), w którym Sobieski pisze:

Z tymi tedy co nadeszli wzięty 25 Augusti Zamek Jazłowiecki o którym Turcy mieli przy powieść «że nie miał znać śmierci w kilku godzinach» a to że na wysokiey przykrey i skalistey leży górze; zdało im się tedy że miny żadnego nie miały czynić effektu.

Jak widać na podstawie cytatu, są również wątpliwości co do dokładnej daty zajęcia zamku, gdyż Sobieski podaje 25 sierpnia jako dokładny dzień zwycięstwa nad Turkami.

## Skutki
W dalszej części kampanii udało się zająć zamek w Żwańcu i pod osłoną tejże twierdzy oraz zamku w Chocimiu rozpoczęto budowę mostu na Dniestrze mającego umożliwić przeprawę do Mołdawii. Jednakże ulewne deszcze, przez które rzeka wezbrała, uniemożliwiły to zadanie, przez co 29 września rada wojenna zasugerowała królowi porzucenie planów zajęcia Mołdawii i skupienie się na odzyskaniu Kamieńca Podolskiego. Jan Sobieski cały czas jednak liczył na powodzenie pierwotnego planu, toteż zgodził się jedynie na zmianę, która zakładała pozorowany atak na Kamieniec, a w rzeczywistości armia miała przeprawić się przez Dniestr w okolicy Gródka. Dopiero dalsze pogorszenie się pogody zmusiło króla do odstąpienia od kontynuowania kampanii i wycofania się.
Choć wyprawa z 1684 nie zakończyła się sukcesem, to jednak udało się zdobyć ważne zamki w Żwańcu i Jazłowcu, które mogły stanowić bazy wypadowe do dalszych wypraw w tym kierunku. Ponadto, zamek w Jazłowcu wraz z założonymi w późniejszej fazie kampanii Okopami Świętej Trójcy stanowiły punkty oporu, z których możliwe było prowadzenie działań przeciwko twierdzy w Kamieńcu Podolskim.